# Fabiano Eller
Fabiano Eller dos Santos (* 16. November 1977 in Linhares) ist ein brasilianischer Fußballtrainer und ehemaliger Fußballspieler.

## Karriere
Seinen ersten Profivertrag unterzeichnete er bei CR Vasco da Gama, wo er von 1996 bis 2000 spielte. Danach wechselte er zu Palmeiras São Paulo. Ein weiteres Jahr später unterzeichnete er bei Flamengo Rio de Janeiro. Ab der Saison 2004/2005 spielte Eller beim Al-Wakrah SC in Katar seine erste Auslandssaison. Nach einem halben Jahr zog es ihn zurück nach Brasilien zu Fluminense Rio de Janeiro. Im Sommer 2005 wechselte er in die Türkei zu Trabzonspor. Im Januar 2006 war das Engagement auch dort zu Ende. Die Wanderschaft ging weiter.
Von Februar bis Dezember 2006 heuerte Eller beim Internacional Porto Alegre an, wo er die Klubmeisterschaft holen sollte. Danach führte der Weg wieder zurück nach Europa zu Atlético Madrid. Bei den Spaniern dauerte das Engagement immerhin von Januar 2007 bis Juli 2008. Seit dem Sommer 2008 ist er wieder in Brasilien beim FC Santos unter Vertrag. Nach einem Jahr wurde er an den SC Internacional verkauft. Nach einem Aufenthalt in Katar beim Al-Ahli SC in der Saison 2010/11 kehrte er in seine Heimat zurück und spielte bis 2019 nur noch für unterklassige Klubs.
2020 arbeitete Eller beim Guarani FC als Co-Trainer und im Jahr darauf in selber Funktion beim São Bernardo FC. 2022 ließ Eller sich vom Linhares FC nochmals als Spieler reaktivieren. Im Staatspokal von Espírito Santo kam er hier zu zwei Einsätzen.

## Spielweise
Der 1,83 Meter große Innenverteidiger ist vor allem bekannt für seine Kopfballstärke und sein gutes Stellungsspiel. Ebenso sorgt Eller bei Standards oft für Gefahr. Er hat ein Länderspiel für Brasiliens Nationalmannschaft absolviert.

## Erfolge
Vasco da Gama
- Campeonato Brasileiro de Futebol: 1997, 2000
- Staatsmeisterschaft von Rio de Janeiro: 1998
- Copa Libertadores: 1998
- Torneio Rio-São Paulo: 1999
- Copa Mercosur: 2000

Flamengo
- Taça Guanabara: 2004
- Staatsmeisterschaft von Rio de Janeiro: 2004

Fluminense
- Taça Rio: 2005
- Staatsmeisterschaft von Rio de Janeiro: 2005

Internacional
- Copa Libertadores: 2006, 2010
- FIFA-Klub-Weltmeisterschaft: 2006

## Auszeichnungen
- Prêmio Craque do Brasileirão: 2006